# Francesco Sarego
Francesco Sarego SVD (Cologna Veneta, província de Verona, Itália, 1 de agosto de 1939) é um religioso italiano e bispo católico romano emérito de Goroka.
Francesco Sarego juntou-se aos Missionários Steyler e foi ordenado sacerdote em 20 de agosto de 1986.
Em 6 de dezembro de 1995, o Papa João Paulo II o nomeou Bispo de Goroka. O arcebispo de Mount Hagen, Michael Meier SVD, doou-lhe a consagração episcopal em 27 de abril de 1996; Os co-consagradores foram o Arcebispo Ramiro Moliner Inglés, Núncio Apostólico em Papua Nova Guiné, e Wilhelm Kurtz SVD, Bispo de Kundiawa.
O Papa Francisco aceitou sua aposentadoria em 9 de junho de 2016.